# Wolfgang Augustyn
Wolfgang Augustyn (* 27. Mai 1957 in Riedlingen) ist ein deutscher Kunsthistoriker und Hochschullehrer und war Redakteur des Reallexikons zur Deutschen Kunstgeschichte.

## Leben
Augustyn studierte Kunstgeschichte, Mittelalterliche Geschichte, Klassische Archäologie, Historische Hilfswissenschaften sowie Katholische Theologie in München und Freiburg. 1981 erwarb er das Diplom in Katholischer Theologie. Er wurde 1987 in München mit der Arbeit „Der Lateinische Hamilton-Psalter im Berliner Kupferstichkabinett (78 A 5)“ promoviert. Von 1979 bis 1982 und erneut von 1985 bis April 2023 arbeitete Augustyn als wissenschaftlicher Mitarbeiter am Zentralinstitut für Kunstgeschichte in München, wo er von 2002 bis zu seinem Ausscheiden stellvertretender Direktor war. Er habilitierte sich 2001 in Passau. 2005 wurde er an die Universität München umhabilitiert, wo er 2008 den Titel außerplanmäßiger Professor erhielt. Von April 2011 bis Oktober 2023 war er kooptierter Vorstandsvorsitzender des Deutschen Vereins für Kunstwissenschaft in Berlin.
Er forscht und publiziert unter anderem zu mittelalterlicher und frühneuzeitlicher Kunst, insbesondere Malerei und Handschriften, zu ikonografischen und kunsthistoriografischen Themen sowie zu Rezeptionsphänomenen.

## Schriften (Auswahl)

### Monographien
- Der Lateinische Hamilton-Psalter im Berliner Kupferstichkabinett (78 A 5) (= Spolia Berolinensia. Berliner Beiträge zur Mediävistik. Band 9). Weidmann, Hildesheim / Zürich 1996.
- Ernst Klinger 1900–1962. Fink, Lindenberg 1997.
- Die Sibyllen. Zu einem antiken Thema in der Kunst des Mittelalters und der Neuzeit (= Veröffentlichungen des Zentralinstituts für Kunstgeschichte in München. Band 51). Dietmar Klinger Verlag, Passau 2019.

### Herausgeberschaft
- Katalog der illuminierten Handschriften des elften und zwölften Jahrhunderts aus dem Benediktinerkloster Allerheiligen in Schaffhausen (= Denkmäler der Buchkunst. Band 11). Hiersemann, Stuttgart 1994.
- Pax. Beiträge zu Idee und Darstellung des Friedens (= Veröffentlichungen des Zentralinstituts für Kunstgeschichte in München. Band 15). Scaneg, München 2003.
- Joseph Zoller, Mira satis conceptio (= Bibliotheca Suevica). Edition Isele, Eggingen 2005.
- mit Eckhard Leuschner: Kunst und Humanismus. Festschrift für Gosbert Schüßler zum 60. Geburtstag. Klinger Verlag, Passau 2007.
- mit Ulrich Söding: Original – Kopie – Zitat. Kunstwerke des Mittelalters und der Frühen Neuzeit: Wege der Aneignung – Formen der Überlieferung (= Veröffentlichungen des Zentralinstituts für Kunstgeschichte in München. Band 26). Dietmar Klinger, Passau 2010.
- mit Iris Lauterbach: Rondo. Beiträge für Peter Diemer zum 65. Geburtstag (= Veröffentlichungen des Zentralinstituts für Kunstgeschichte in München. Band 25). Klinger Verlag, Passau 2010.
- mit Ulrich Söding: Dialog – Transfer – Konflikt (= Veröffentlichungen des Zentralinstituts für Kunstgeschichte in München. Band 33). Dietmar Klinger Verlag, Passau 2014.
- Corpus – Inventar – Katalog. Beispiele für Forschung und Dokumentation zur materiellen Überlieferung der Künste (= Schriften der Forschungsstelle Realienkunde. Band 2). Zentralinstitut für Kunstgeschichte, München 2015.
- mit Andreas Tacke, Birgit Ulrike Münch: Material Culture. Präsenz und Sichtbarkeit von Künstlern, Zünften und Bruderschaften in der Vormoderne. Presence and Visibility of Artists, Guilds and brotherhoods in the Pre-modern Era. Michael Imhof Verlag, Petersberg 2018.
- mit Michael Wenzel, Andreas Tacke: Ekphrasis und Residenz. Höfische Kultur und das Medium des Reiseberichts im Zeitalter der Konfessionalisierung um 1600 (= Hainhoferiana. Studien zur Kunst- und Kulturgeschichte Schwabens und Europa. Band 1). Michael Imhof Verlag, Petersberg 2023.

### Aufsätze
- Passio Christi est Meditanda tibi. Zwei Bildzeugnisse spätmittelalterlicher Passionsbetrachtung. In: Walter Haug, Burghart Wachinger (Hrsg.): Die Passion Christi in Literatur und Kunst des Spätmittelalters (= Fortuna Vitrea. Band 12). Max Niemeyer, Tübingen 1993, S. 211–240.
- Zur Gleichzeitigkeit von Handschrift und Buchdruck in Deutschland. Versuch einer Skizze aus kunsthistorischer Sicht. In: Gerd Dicke, Klaus Grubmüller (Hrsg.): Die Gleichzeitigkeit von Handschrift und Buchdruck (= Wolfenbütteler Mittelalter-Studien. Band 16). Harrassowitz, Wiesbaden 2003, S. 5–47.
- Fingierte Wappen in Mittelalter und früher Neuzeit. Bemerkungen zur Heraldik in den Bildkünsten. In: Münchner Jahrbuch der bildenden Kunst 56 (2005), S. 41–82.
- Die Zisterzienser und die Buchmalerei. In: Andreas Behrendt, Jens Rüffer (Hrsg.): Spiritualität in Bild und Raum (= Studien zur Geschichte, Kunst und Kultur des Zisterzienserordens. Band 26). Lukas Verlag, Berlin 2007, S. 47–95.
- Dantes „Paradiso“ und die Bildtradition zum Himmlischen Jerusalem. In: Dante-Jahrbuch 83 (2008), S. 93–113.
- Liberalitas-Largitas im Mittelalter. Bemerkungen zu Begriff und Bild einer Tugend. In: Johanna Aufreiter u. a. (Hrsg.): KunstKritikGeschichte. Festschrift für Johann Konrad Eberlein. Reimer, Berlin 2013, S. 73–106.
- Ein altgläubiges Bekenntnis: Die Eucharistische Mühle. In: Eckhard Leuschner, Falko Bornschein, Kai Uwe Schierz (Hrsg.): Kontroverse & Kompromiss. Der Pfeilerbildzyklus des Mariendoms und die Kultur der Bikonfessionalität im Erfurt des 16. Jahrhunderts. Sandstein Verlag, Dresden 2015, S. 75–83.
- Funktion versus Ordnung? Architektur und Sakraltopographie am Beispiel von St. Ulrich und Afra in Augsburg vor dem spätgotischen Neubau der Kirche. In: Studien und Mitteilungen zur Geschichte des Benediktinerordens und seiner Zweige 128 (2017), S. 95–127.
- „Pace“. Zur Bilderfindung bei Cesare Ripa. In: Zeitschrift des Deutschen Vereins für Kunstwissenschaft 74 (2020), S. 33–80.
- Das karolingische Epistolar in der Bayerischen Staatsbibliothek München, Clm 14345. In: Klaus Gereon Beuckers, Vivien Bienert, Ursula Prinz (Hrsg.): Illustrierte Epistolare des frühen und hohen Mittelalters. Schnell & Steiner, Regensburg 2021, S. 31–44.